# London Paper Mills
Der London Paper Mills Sports Club war ein englischer Fußballverein. Er erlebte seine Hochzeit in den 1930er Jahren, als er auch im FA Cup antrat.

## Geschichte
Der Klub wurde 1924 gegründet und trat zunächst in der Dartford League an. Nach dem Gewinn der Meisterschaft 1926 wechselte der Klub in die Division 1 der South London Football Alliance und später in die Kent Football League. Im FA Cup 1933/34 erreichte die Mannschaft nach einem 4:2-Erfolg über Ryde Sports in der letzten Qualifikationsrunde die Hauptrunde des Pokalwettbewerbs, in dem sie an Southend United scheiterte. In der folgenden Saison gewann sie die Meisterschaft der Kent Football League, 1936/37 spielte sie noch einmal überregional im FA Amateur Cup. Nach Einstellung des Spielbetriebs 1939 aufgrund des Zweiten Weltkriegs kam das Vereinsleben zum Erliegen.